# Zofia Olszakowska-Glazer
Zofia Olszakowska-Glazer (ur. 12 kwietnia 1915 w Warszawie, zm. 20 listopada 2007) – polska Sprawiedliwa wśród Narodów Świata.

## Życiorys

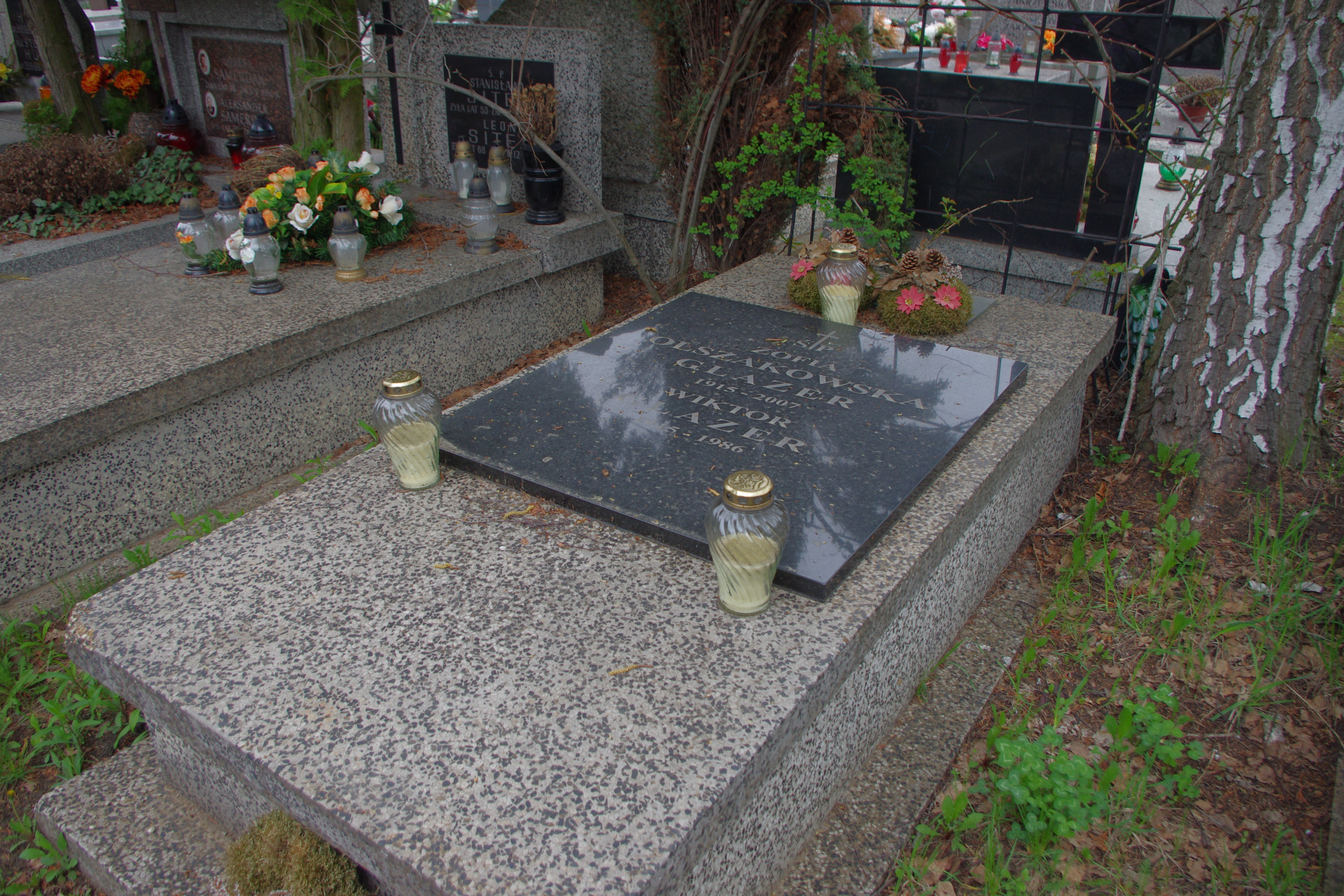
Grób Zofii Olszakowskiej-Glazer na Cmentarzu Komunalnym Północnym w Warszawie

Wychowanka państwowego gimnazjum żeńskiego im. Królowej Jadwigi w Siedlcach. Studiowała spółdzielczość w SGH w Warszawie, a następnie przebywała na stypendium w Szwecji aż do wybuchu wojny.
W 1942 – wraz z Ireną Zawadzką – pomogła zbiegłej z siedleckiego getta koleżance z lat szkolnych, Cyporze Jabłoń i jej 11-miesięcznej córeczce, Racheli, urodzonej w dniu zamknięcia getta, 1 października 1941. Cypora wyszła za mąż za zecera Jakuba Zonszajna tuż przed wybuchem wojny. Zofia zorganizowała dla Cypory kryjówkę w niezamieszkanym domu poza miastem (Cypora przebywała tam przez kilka dni, po których powróciła do getta gdzie pozostał jej mąż) oraz fałszywe dokumenty dla Racheli Jabłoń, na nazwisko Marianna Tymińska. Do momentu zakończenia wojny ukrywała Rachelę pracując w tym czasie w szkole spółdzielczej w Zakrzówku koło Kraśnika i Sobieszynie.
Po zakończeniu działań wojennych Zofia Olszakowska-Glazer i Irena Zawadzka nawiązały kontakt listowny z zamieszkałym w Izraelu starszym bratem Cypory, wyrażając chęć dalszego wychowania Racheli. Wuj dziewczynki nie zgodził się – w związku z czym Rachela wysłana została do sierocińca we Francji, a stamtąd w 1947 wraz z grupą sierot pojechała do Izraela. Zofia wyszła za mąż i zmieniła nazwisko z Olszakowskiej na Olszakowską-Glazer. Od 1945 pracowała w lubelskiej spółdzielni Społem, a następnie przez dwa lata wykładała w Wyższej Szkole Ekonomicznej w Łodzi. Na wniosek wuja Racheli Jabłoń – Zofia Olszakowska-Glazer została w 1989 wyróżniona medalem „Sprawiedliwy wśród Narodów Świata”.
Pochowana 27 listopada 2007 na Cmentarzu Komunalnym Północnym w Warszawie.

## Odznaczenia
- Order Odrodzenia Polski (dwukrotnie, w tym krzyżem komandorskim)[4]